# Distanța de la un punct la o dreaptă
În geometria euclidiană distanța de la un punct la o dreaptă este cea mai scurtă distanță de la un punct dat până la orice punct situat pe o dreaptă dată. Distanța este lungimea segmentului care unește punctul cu cel mai apropiat punct de pe dreaptă. Acest punct de pe dreptă este piciorul perpendicularei dusă prin punct la dreaptă. Formula de calcul a distanței poate fi obținută și exprimată în mai multe moduri.
Cunoașterea distanței de la un punct la o dreaptă poate fi utilă de exemplu la găsirea celei mai scurte distanțe pentru a ajunge la un drum, la cuantificarea împrăștierii pe un grafic etc. În Regresia Deming, un tip de aproximare liniară a unei curbe, dacă variabilele dependente și independente au varianță egală, rezultă o regresie ortogonală, în care gradul de imperfecțiune al aproximării este măsurat pentru fiecare punct al datelor ca distanța punctului față de dreapta de regresie.

## Dreapta definită de o ecuație
În cazul unei drepte din plan dată de ecuația ax + by + c = 0, unde a, b și c sunt numere reale constante cu a și b diferite de zero, distanța de la dreaptă la un punct (x0, y0) este:
{\displaystyle \operatorname {dist} (ax+by+c=0,(x_{0},y_{0}))={\frac {|ax_{0}+by_{0}+c|}{\sqrt {a^{2}+b^{2}}}}.}
Punctul de pe această dreaptă care este cel mai apropiat de (x0, y0) are coordonatele:
{\displaystyle x={\frac {b(bx_{0}-ay_{0})-ac}{a^{2}+b^{2}}}}   și   {\displaystyle y={\frac {a(-bx_{0}+ay_{0})-bc}{a^{2}+b^{2}}}.}
Drepte orizontale și verticale
În ecuația generală a unei drepte, ax + by + c = 0, a și b nu pot fi ambele zero decât dacă c este și el zero, caz în care ecuația nu definește o dreaptă. Dacă a = 0 și b ≠ 0, dreapta este orizontală și are ecuația y = −c/b. Distanța de la (x0, y0) la această dreaptă se măsoară de-a lungul unui segment vertical de lungime |y0 − (−c/b)| = |by0 + c|/|b|, cum prevede formula. Similar, pentru drepte verticale (b = 0) distanța între același punct ți dreaptă este |ax0 + c|/|a| și se măsoară de-a lungul unui segment orizontal.

## Dreapta definită prin două puncte
Dacă drepta trece prin două puncte P1 = (x1, y1) și P2 = (x2, y2) atunci distanța de la punctul (x0, y0) la dreaptă este:
{\displaystyle \operatorname {dist} (P_{1},P_{2},(x_{0},y_{0}))={\frac {|(x_{2}-x_{1})(y_{1}-y_{0})-(x_{1}-x_{0})(y_{2}-y_{1})|}{\sqrt {(x_{2}-x_{1})^{2}+(y_{2}-y_{1})^{2}}}}.}
Numitorul acestei expresii este distanța dintre punctele P1 și P2. Numărătorul este de două ori aria triunghiului cu vârfurile în cele trei puncte, (x0, y0), P1 și P2. Expresia este echivalentă cu h = 2A/b, care poate fi obținută prin rearanjarea formulei standard pentru aria unui triunghi: A = 1/2 bh, unde b este lungimea unei laturi, iar h este înălțimea perpendiculară pe ea de la vârful opus.

## Dreapta definită printr-un punct și un unghi
Dacă dreapta trece prin punctul P = (Px, Py) și formează unghiul θ cu axa orizontală, atunci distanța punctului (x0, y0) la dreaptă este
{\displaystyle \operatorname {dist} (P,\theta ,(x_{0},y_{0}))=|\cos(\theta )(P_{y}-y_{0})-\sin(\theta )(P_{x}-x_{0})|}

## Altă formulă
Este posibilă și altă expresie pentru distanța cea mai scurtă dintre un punct și o dreaptă. Această metodă necesită, de asemenea, ca dreapta să nu fie verticală sau orizontală.
Fie punctul P cu coordonatele ({\displaystyle x_{0},y_{0}}).
Ecuația dreptei este {\displaystyle y=mx+n}. Ecuația normalei la această dreaptă și care trece prin P este {\displaystyle y={\frac {x_{0}-x}{m}}+y_{0}}.
Punctul în care aceste două drepte se intersectează este cel mai apropiat punct de pe dreapta inițială de punctul P. Prin urmare:
{\displaystyle mx+n={\frac {x_{0}-x}{m}}+y_{0}.}
Se rezolvă ecuația pentru x:
{\displaystyle x={\frac {x_{0}+my_{0}-mn}{m^{2}+1}}.}
Coordonata y a punctului de intersecție poate fi găsită prin înlocuirea valorii lui x în ecuația dreptei inițiale:
{\displaystyle y=m{\frac {(x_{0}+my_{0}-mn)}{m^{2}+1}}+n.}
Folosind ecuația distanței dintre 2 puncte, {\displaystyle d={\sqrt {(X_{2}-X_{1})^{2}+(Y_{2}-Y_{1})^{2}}}}, se obține formula pentru distanța dintre o dreptă și un punct:
{\displaystyle d={\sqrt {\left({{\frac {x_{0}+my_{0}-mn}{m^{2}+1}}-x_{0}}\right)^{2}+\left({m{\frac {x_{0}+my_{0}-mn}{m^{2}+1}}+n-y_{0}}\right)^{2}}}={\frac {|n+mx_{0}-y_{0}|}{\sqrt {1+m^{2}}}}.}
Ținând cont că m = −a/b și n = −c/b pentru ecuația dreptei ax + by + c = 0, o mică simplificare algebrică reduce aceasta la expresia standard.

## Formulare vectorială

Ilustrarea formulării vectoriale

Ecuația unei drepte în formă vectorială este:
{\displaystyle \mathbf {x} =\mathbf {a} +t\mathbf {n} }
Aici a este un punct pe dreaptă, iar n este un versor în direcția dreptei. Apoi, pe măsură ce scalarul t variază, x dă locul geometric al dreptei. 
Distanța unui punct arbitrar p la această dreaptă este dată de:
{\displaystyle \operatorname {dist} (\mathbf {x} =\mathbf {a} +t\mathbf {n} ,\mathbf {p} )=\|(\mathbf {p} -\mathbf {a} )-((\mathbf {p} -\mathbf {a} )\cdot \mathbf {n} )\mathbf {n} \|.}
Această formulă se obține în modul următor: {\displaystyle \mathbf {p} -\mathbf {a} } este vectorul de la a la p. Atunci {\displaystyle (\mathbf {p} -\mathbf {a} )\cdot \mathbf {n} } este proiecția lungimii pe dreaptă și
{\displaystyle \mathbf {a} +((\mathbf {p} -\mathbf {a} )\cdot \mathbf {n} )\mathbf {n} }
este vectorul care este proiecția lui {\displaystyle \mathbf {p} -\mathbf {a} } pe dreaptă și reprezintă punctul de pe dreaptă cel mai apropiat de {\displaystyle \mathbf {p} }. prin urmare:
{\displaystyle (\mathbf {p} -\mathbf {a} )-((\mathbf {p} -\mathbf {a} )\cdot \mathbf {n} )\mathbf {n} }
este componenta lui {\displaystyle \mathbf {p} -\mathbf {a} } perpendiculară pe dreaptă. Distanța de la punct la dreaptă este chiar norma acelui vector. Această formulă generală nu este limitată la două dimensiuni.